# El gran tiempo
El gran tiempo (titulada en inglés The Big Time y en ocasiones conocida en español también como La gran hora y El gran momento) es una novela de ciencia ficción escrita por el estadounidense Fritz Leiber. Publicada primero por entregas en la revista Galaxy Science Fiction en 1958, la editorial Ace Books la publicó como novela tres años después. Fue galardonada con el premio Hugo a la mejor novela en la edición de 1958.